# Institut français d'études sur l'Asie centrale
 (juin 2022).
La mise en forme du texte ne suit pas les recommandations de Wikipédia : il faut le « wikifier ».
Les points d'amélioration suivants sont les cas les plus fréquents. Le détail des points à revoir est peut-être précisé sur la page de discussion.
- Les titres sont pré-formatés par le logiciel. Ils ne sont ni en capitales, ni en gras.
- Le texte ne doit pas être écrit en capitales (les noms de famille non plus), ni en gras, ni en italique, ni en « petit »…
- Le gras n'est utilisé que pour surligner le titre de l'article dans l'introduction, une seule fois.
- L'italique est rarement utilisé : mots en langue étrangère, titres d'œuvres, noms de bateaux, etc.
- Les citations ne sont pas en italique mais en corps de texte normal. Elles sont entourées par des guillemets français : « et ».
- Les listes à puces sont à éviter, des paragraphes rédigés étant largement préférés. Les tableaux sont à réserver à la présentation de données structurées (résultats, etc.).
- Les appels de note de bas de page (petits chiffres en exposant, introduits par l'outil «  Source ») sont à placer entre la fin de phrase et le point final[comme ça].
- Les liens internes (vers d'autres articles de Wikipédia) sont à choisir avec parcimonie. Créez des liens vers des articles approfondissant le sujet. Les termes génériques sans rapport avec le sujet sont à éviter, ainsi que les répétitions de liens vers un même terme.
- Les liens externes sont à placer uniquement dans une section « Liens externes », à la fin de l'article. Ces liens sont à choisir avec parcimonie suivant les règles définies. Si un lien sert de source à l'article, son insertion dans le texte est à faire par les notes de bas de page.
- La présentation des références doit suivre les conventions bibliographiques. Il est recommandé d'utiliser les modèles {{Ouvrage}}, {{Chapitre}}, {{Article}}, {{Lien web}} et/ou {{Bibliographie}}. Le mode d'édition visuel peut mettre en forme automatiquement les références.
- Insérer une infobox (cadre d'informations à droite) n'est pas obligatoire pour parachever la mise en page.

Pour une aide détaillée, merci de consulter Aide:Wikification.
Si vous pensez que ces points ont été résolus, vous pouvez retirer ce bandeau et améliorer la mise en forme d'un autre article.
L’Institut français d'études sur l'Asie centrale (IFEAC) est un institut de recherche français basé à Bichkek dépendant du réseau des UMIFRE. Créé en 1993, l'IFEAC a pour mission de mener les recherches sur l'Asie centrale (Ouzbékistan, Kazakhstan, Tadjikistan, Turkménistan et Kirghizistan) dans le domaine des sciences humaines et sociales. Situé à Tachkent jusqu'en 2010, l'IFEAC a désormais élu domicile au Kirghizstan. 

## Objectifs
L'IFEAC poursuit 3 objectifs : 
- Diffuser et mettre en valeur les activités scientifiques de l’IFEAC en partenariat avec les institutions locales de recherche
- Mettre en valeur les actions de coopération entre la France et l’Asie centrale dans la recherche en sciences sociales
- Relayer les activités des organismes français partenaires (laboratoires universitaires, UMR, instituts de recherche)[1]

## Activités de l'IFEAC
L'IFEAC organise régulièrement des colloques et des séminaires qui permettent à des chercheurs de mettre en avant leurs travaux. Il participe également à des évènements liés à la culture française au Kirghizistan et tente de nouer des liens de coopérations entre les chercheurs spécialisés sur l'Asie centrale. 
L'IFEAC publie également la revue Les cahiers de l'Asie centrale dans laquelle on retrouve les travaux de chercheurs locaux et occidentaux sur l'aire centrasiatique. Chaque numéro de ces revues comprend un dossier thématique qui regroupe des articles en français et parfois en anglais. L'IFEAC publie par ailleurs la collection Centre-Asie qui regroupe des ouvrages monographiques publiés depuis 1997.